# Nodaria aethiopalis
Nodaria aethiopalis là một loài bướm đêm trong họ Noctuidae.